# Cegerxwîn

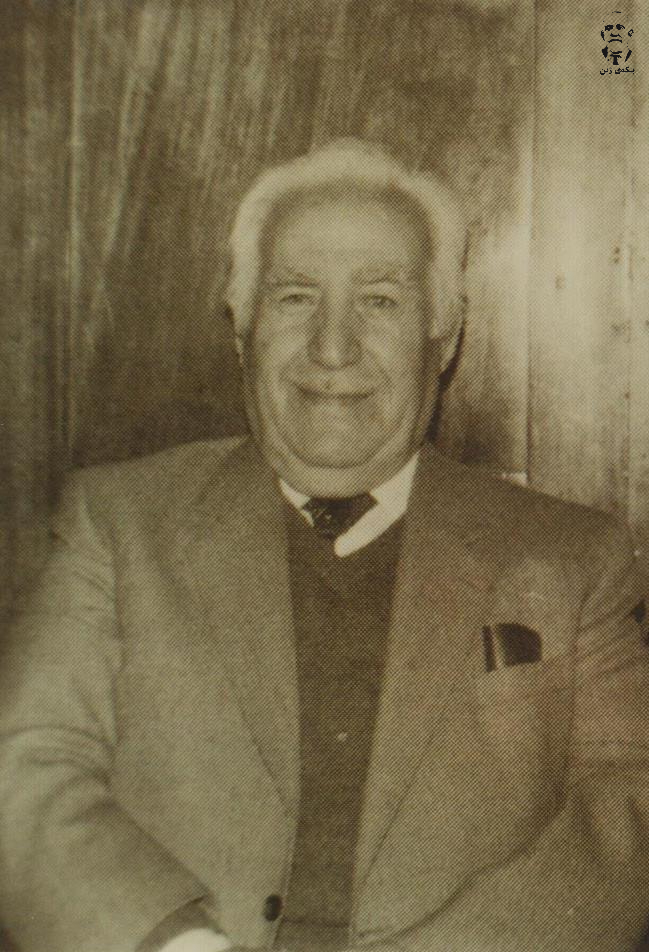
Cegerxwîn

Cegerxwîn, mit bürgerlichem Namen Şehmus Hasan (kurdisch: Şêxmûs Hesen; * 1903 bei Mardin; † 22. Oktober 1984 Stockholm) war ein bekannter kurdischer Dichter und Schriftsteller des 20. Jahrhunderts.
Er kam 1903 in dem Dorf Hisar nahe Mardin zu Welt. 1914 floh er mit seiner Familie vor den Kämpfen des Ersten Weltkrieges nach Amude im heutigen Syrien. Cegerxwîn – was so viel wie Blut des Herzen bedeutete – studierte Theologie und wurde 1921 Geistlicher. 1946 zog er nach Qamischli und wurde politisch aktiv. Im gleichen Jahr wurde er zum Vorsitzenden der Civata Azadî û Yekîtiya Kurd. 1948 wurde er zum Mitglied der Syrische Kommunistische Partei und 1954 zum Kandidaten der Partei für das syrische Parlament. 1957 trat er aus der Partei aus und gründete die Organisation Azadi (Freiheit), die später mit der Kurdischen Demokratischen Partei Syriens zusammengelegt wurde. 1963 wurde er in Damaskus inhaftiert.
1969 ging er in den kurdischen Nordirak und beteiligte sich an dem Aufstand von Mustafa Barzani. 1973 ging er in den Libanon, wo er eine Gedichtssammlung Kîme Ez? (Wer bin ich?) herausgab. 1976 kehrte er nach Syrien zurück, nur um 1979 nach Schweden zu fliehen. Damals war er schon 76 Jahre alt. Dort veröffentlichte er noch andere Werke. Im Alter von 81 Jahren starb er in Stockholm. Sein Leichnam wurde in Qamischli beigesetzt.

## Werke

### Gedichte
- 1. Diwan Dîwana yekem: Prîsk û Pêtî, 1945 Damaskus.
- 2. Diwan Dîwana diwem: Sewra Azadî, 1954 Damaskus.
- 3. Diwan Dîwana siyem: Kîme Ez?, 1973 Beirut.
- 4. Diwan Dîwana çarem: Ronak, Roja Nû Verlag, 1980 Stockholm.
- 5. Diwan Dîwana pêncem: Zend-Avista, Roja Nû Verlag, 1981 Stockholm.
- 6. Diwan Dîwana şeşem: Şefeq, Roja Nû Verlag, 1982 Stockholm.
- 7. Diwan Dîwana heftem: Hêvî, Roja Nû Verlag, 1983 Stockholm.

### Sprache und Kultur
- Destûra Zimanê kurdî (Grammatik der kurdischen Sprache), 1961 Bagdad.
- Ferheng, perçê yekem (Wörterbuch, 1. Teil), 1962 Bagdad.
- Ferheng, perçê diwem (Wörterbuch, 2. Teil), 1962 Bagdad.

### Geschichte
- Tarîxa Kurdistan (Geschichte Kurdistans), 3 Bände, 1985, 1987, Stockholm.